# وست مانسفيلد (أوهايو)
وست مانسفيلد (بالإنجليزية: West Mansfield, Ohio)‏ هي منطقة سكنية تقع في الولايات المتحدة في مقاطعة لوغان، أوهايو. يقدر عدد سكانها بـ 682 نسمة ومساحتها 2.23 كم2 .

## التركيبة السكانية
قام مكتب تعداد الولايات المتحدة بتحديد بيانات التركيبة السكانية لوست مانسفيلد في تعداد الولايات المتحدة. في ما يلي، التركيبة السكانية حسب تعدادي 2000 و2010.

### تعداد عام 2000
بلغ عدد سكان وست مانسفيلد 700 نسمة بحسب تعداد عام 2000، وبلغ عدد الأسر 276 أسرة وعدد العائلات 203 عائلة مقيمة في القرية. في حين سجلت الكثافة السكانية 848.8 نسمة لكل ميل مربع (327.7/كم2). وبلغ عدد الوحدات السكنية 295 وحدة بمتوسط كثافة قدره 357.7 نسمة لكل ميل مربع (138.1/كم2).
وتوزع التركيب العرقي للقرية بنسبة 97.71% من البيض و 0.14% من الأمريكيين ذوي الأصول الآسيوية و 0.14% من سكان جزر المحيط الهادئ و 0.14% من الأمريكيين الأفارقة و 1.57% من عرقين مختلطين أو أكثر.
بلغ عدد الأسر 276 أسرة كانت نسبة 31.9% منها لديها أطفال تحت سن الثامنة عشر تعيش معهم، وبلغت نسبة الأزواج القاطنين مع بعضهم البعض 58.3% من أصل المجموع الكلي للأسر، ونسبة 12.3% من الأسر كان لديها معيلات من الإناث دون وجود شريك، وكانت نسبة 26.1% من غير العائلات. تألفت نسبة 23.6% من أصل جميع الأسر من أفراد ونسبة 11.2% كانوا يعيش معهم شخص وحيد يبلغ من العمر 65 عاماً فما فوق. وبلغ متوسط حجم الأسرة المعيشية 3.01، أما متوسط حجم العائلات فبلغ 2.54.
بلغ العمر الوسطي للسكان 36 عاماً. وكانت نسبة 26.6% من القاطنين تحت سن الثامنة عشر، وكانت نسبة 8.4% بين الثامنة عشر والأربعة وعشرون عاماً، ونسبة 29.6% كانت واقعةً في الفئة العمرية ما بين الخامسة والعشرون حتى والأربعة وأربعون عاماً، ونسبة 21.4% كانت ما بين الخامسة والأربعون حتى الرابعة والستون، ونسبة 14.0% كانت ضمن فئة الخامسة والستون عاماً فما فوق. يوجد لكل 100 أنثى 82.3 ذكر، ويوجد لكل 100 أنثى في الثامنة عشر من عمرها فما فوق 88.3 ذكر.
بلغ متوسط دخل الأسرة في القرية 41,731 دولار، أما متوسط دخل العائلة فبلغ 51,544 دولار. وكان متوسط دخل الذكور 35,250 دولار مقابل 22,143 دولار للإناث. وسجل دخل الفرد الخاص بالقرية 18,353 دولار. وكانت نسبة 2.5% من العائلات ونسبة 3.4% من السكان تحت خط الفقر، وكان من هؤلاء نسبة 3.3% تحت سن الثامنة عشر ونسبة 8.6% في الخامسة والستين من العمر وما فوق.

### تعداد عام 2010
بلغ عدد سكان وست مانسفيلد 682 نسمة بحسب تعداد عام 2010، وبلغ عدد الأسر 271 أسرة وعدد العائلات 190 عائلة مقيمة في القرية. في حين سجلت الكثافة السكانية 821.7 نسمة لكل ميل مربع (317.3/كم2). وبلغ عدد الوحدات السكنية 309 وحدة بمتوسط كثافة قدره 372.3 لكل ميل مربع (143.7/كم2).
وتوزع التركيب العرقي للقرية بنسبة 96.6% من البيض و 0.1% من الأمريكيين الأصليين و 0.1% من الأمريكيين ذوي الأصول الآسيوية و 0.9% من الأمريكيين الأفارقة و 2.2% من عرقين مختلطين أو أكثر.
بلغ عدد الأسر 271 أسرة كانت نسبة 38.0% منها لديها أطفال تحت سن الثامنة عشر تعيش معهم، وبلغت نسبة الأزواج القاطنين مع بعضهم البعض 52.0% من أصل المجموع الكلي للأسر، ونسبة 12.2% من الأسر كان لديها معيلات من الإناث دون وجود شريك، بينما كانت نسبة 5.9% من الأسر لديها معيلون من الذكور دون وجود شريكة وكانت نسبة 29.9% من غير العائلات. تألفت نسبة 24.7% من أصل جميع الأسر من أفراد ونسبة 9.3% كانوا يعيش معهم شخص وحيد يبلغ من العمر 65 عاماً فما فوق. وبلغ متوسط حجم الأسرة المعيشية 2.99، أما متوسط حجم العائلات فبلغ 2.52.
بلغ العمر الوسطي للسكان 36 عاماً. وكانت نسبة 26.2% من القاطنين تحت سن الثامنة عشر، وكانت نسبة 7.1% بين الثامنة عشر والأربعة وعشرون عاماً، ونسبة 27.3% كانت واقعةً في الفئة العمرية ما بين الخامسة والعشرون حتى والأربعة وأربعون عاماً، ونسبة 24.8% كانت ما بين الخامسة والأربعون حتى الرابعة والستون، ونسبة 14.5% كانت ضمن فئة الخامسة والستون عاماً فما فوق. وتوزع التركيب الجنسي للسكان بنسبة 50.0% ذكور و50.0% إناث.

## الموقع الجغرافي
الموقع الجغرافي للمناطق المحيطة بهذه النقطة هو كالتالي: